# دانا حیدر
دانا حیدر توران (انگلیسی: Dana HaidarTouran؛ زاده ۳۰ ژانویه ۱۹۹۳) یک تکواندوکار اردنی با اصل و نسب چرکسی است. وی در مسابقات تکواندو بازی‌های آسیایی ۲۰۱۰ در گوانگژو مدال نقره را از آن خود کرد. 